# خراج شرجي مستقيمي
الخراج الشرجي (anorectal abscess، anal/rectal abscess، أو perianal/perirectal abscess) هو ظاهرة تراكم القيح في خراج (دمل) في منطقة قرب الشرج، وهو أكثر شيوعا عند الرجال.
بعض الظروف ترفع من احتمالية ظهور الخراج الشرجي، منها مرض السكري.

## مواضيع متعلقة
- بواسير
- ناسور